# Béton bas carbone
Le béton bas carbone est un type de béton qui, pour des propriétés, des performances, des qualités d’usage et une durabilité équivalente à celles du béton traditionnel, à une moindre empreinte carbone, c'est-à-dire ayant généré, directement et indirectement, moins d'émissions de gaz à effet de serre.
Le terme « bas carbone » est communément employé dans l'industrie. Ici, dans le BTP, il ne fait pas encore l’objet d’une définition officielle s’appuyant sur un cadre normatif ou réglementaire. De plus en plus, il inclut, outre des bétons à contenu recyclé, des bétons végétaux plus ou moins partiellement biosourcés.

## Définition et enjeux
Pour la production d’un béton utilisant du ciment traditionnel (CEM I ou ciment Portland), l’impact carbone du béton est principalement dû à celui du ciment. Ainsi la plupart des appellations « béton bas carbone » réfèrent à l’utilisation d’un « ciment bas carbone ».
L'impact carbone de la production du ciment provient essentiellement de la cuisson du clinker à 1 450 °C via des combustibles fossiles ou de substitution (responsable d'environ 40 % des émissions de gaz à effet de serre) et de la décarbonatation du calcaire lors de la cuisson (responsable d'environ 60 % des émissions de gaz à effet de serre).
La seule fabrication du ciment émet 2,3 milliards de tonnes de dioxyde de carbone (CO2) par an, soit 6,5 % des émissions mondiales de CO2. Le béton représentant 2,4% des émissions françaises de gaz à effet de serre et constituant le troisième secteur industriel le plus polluant après la chimie, les enjeux entourant le béton bas carbone sont importants.
La notion de « béton bas carbone » ne prend généralement pas en compte l'épuisement des ressources non renouvelables telles que le granulat et les sables. Elle ne permet donc pas à elle seule de quantifier l'impact sur l’environnement.
L'industrie cimentière et la filière béton mettent à disposition depuis plus de 10 ans les déclarations environnementales produit (DEP) ou fiches de déclaration environnementale et sanitaire (FDES) de leurs produits, en conformité avec la réglementation en vigueur.

## Méthodes d'obtention d'un béton bas carbone

### Cuisson du clinker
Les émissions liées à la cuisson du clinker peuvent être diminuées par une meilleure efficacité énergétique des usines. Cependant la performance déjà atteinte par les usines en France rend la marge d'amélioration minime. Les émissions peuvent aussi être diminuées en utilisant des combustibles de substitution, c'est-à-dire des déchets n’ayant pu faire l’objet d’un recyclage, afin de les valoriser énergétiquement. En 2021, les combustibles de substitution ont représenté 44% des apports énergétiques en France ; et les industriels représentés par le Syndicat Français de l’Industrie Cimentière (SFIC) se sont fixés l’objectif d’atteindre 80% en 2030.

### Décarbonatation
Les émissions liées à la décarbonatation peuvent être réduites en diminuant la quantité de calcaire amenée à décarbonater et en utilisant des matériaux de substitution tels que les cendres volantes, issues des centrales thermiques, et les laitiers de haut fourneau, issus de la sidérurgie.
La prise en compte de l’impact environnemental des laitiers est sujette à controverse : utilisés depuis des décennies par les cimentiers, ils ne sont déjà plus considérés comme des déchets de la sidérurgie mais comme des coproduits. Aussi, les laitiers et les cendres volants constituent une source limitée de substitut,.

### Développement de nouveaux ciments
Des solutions de remplacement pour le ciment Portland sont en cours d'élaboration pour utiliser moins de clinker et chauffer celui-ci à une température plus faible lors de la fabrication du cru. Les technologies en cours de développement utilisent principalement, en complément du calcaire, l’argile, le plâtre et le sodium.
En mai 2021, les ciments ternaires (à trois composants) ont été normalisés : les CEM II/C-M (M pour mélange) et les CEM VI. Leurs spécifications, caractéristiques, et performances, doivent répondre à la nouvelle norme EN 197-5:2021,,. Ils associent au clinker un ou plusieurs composés secondaires. Ces compositions permettent d’obtenir une réduction d’empreinte carbone de 35 à 65 % par rapport au CEM I, le ciment utilisé pour les ouvrages d’art.
Il est possible de remplacer le clinker traditionnel (le liant du ciment) par de l'olivine (un minéral commun de la croûte terrestre) avec l'avantage de pouvoir alors produire un béton moins carboné, car il n'est plus — dans ce cas — nécessaire de décarbonater le calcaire (une opération qui libère beaucoup de dioxyde de carbone dans l'air), mais en amont, la production d'olivine à partir des carrières existantes nécessite plus d'énergie que celle de la craie.

## Abus et greenwashing

### Comptage du bilan carbone des laitiers
L’imprécision de la norme NF EN 15804, oubliant d’attribuer aux laitiers une part du CO2 émis par les hauts fourneaux, constitue un vide juridique qui permet artificiellement aux entreprises du BTP de baisser leur bilan carbone. Selon le ministère du logement : « Chacun se renvoie la balle. En amont, les aciéries qui produisent ce déchet ne le comptent pas dans leur bilan carbone. En aval, les gens du béton ne le comptabilisent pas non plus. C’est compté nulle part sauf que ce matériau existe bien. ». Alors que certains vont jusqu'à revendiquer un bilan carbone 5 fois plus faible que le béton traditionnel, ce même béton permet, selon une étude réalisée par le cabinet d'ingénieur Elioth, seulement un gain de 35%.

### Importation des clinkers
Les importations hors-UE et la stratification de la production permettent d'effacer une partie du bilan carbone du ciment grâce à des techniques légales et marketing. Des entreprises importent ainsi un clinker dont le bilan carbone n'est pas établi, depuis l’extérieur de l’Union européenne, évitant ainsi les contraintes réglementaires du marché européen du CO2, comme Cem'In'Eu qui fait notamment venir son ciment de Turquie. Cette stratégie fait partie d'un phénomène plus large de « Fuites Carbone » contre lequel l’Union européenne projette d’agir à l'horizon 2026 avec la création d’une taxe carbone aux frontières (CBAM),.